# ウルトラジン
ウルトラジンとは、(株)理研オプテックがかつて製造していた紫外線吸収材の商品名である(アルファベット表記はULTRAZIN)。

## 概要
戦前理化学研究所の鈴木庸生研究室において桜井季雄により開発された有機化合物である。
戦前から戦後まで眼鏡用遮光レンズ（サングラス）や撮影用減光レンズフィルターとして使われていた。
そのため「ウルトラジン眼鏡」は当時の国産サングラスの代名詞として使われることがある。

## その他
戦前戦中は理研ウルトラジン光業所が製造していた。
なお当時の写真機や映画撮影機では高速シャッターの速度が安定していなかったため、明るい場面で低速シャッターを使うには、減光フィルターが必要であった。（当時は濾光器と表記した）